# 키샤 캐슬휴스
키샤 캐슬휴스(영어: Keisha Castle-Hughes, 1990년 3월 24일 ~ )는 뉴질랜드의 배우이다. 《웨일 라이더》(2002)로 데뷔하였으며, 이 영화를 통해 2003년 제76회 아카데미 여우주연상 후보에 지명 되면서 해당 부문의 역대 두 번째 최연소 후보로 등극했다. 동일 영화로 2004년 제9회 크리틱스 초이스 영화상 아역 연기상을 수상했다. 2015년부터 2017년까지 드라마 《왕좌의 게임》에 출연하였다.

## 출연 작품

### 영화
- 웨일 라이더 (2002) - 파이케아 역
- 스타워즈 에피소드 3: 시스의 복수 (2005)
- 네티비티 스토리: 위대한 탄생 (2006) -성모 마리아 역
- 더 빈트너스 럭 (2009)
- 뱀파이어 (2011)
- 땡큐 포 유어 서비스 (2017)
- 톤-데프 (2019)

### 드라마
- 레전드 오브 시커 (2010)
- 디 올마이티 존슨스 (2011-13)
- 워킹 데드 (2014)
- 왕좌의 게임 (2015-17) - 오바라 샌드 역
- 맨헌트: 유나바머 (2017)
- FBI (2019-20, 2023)
- FBI: 모스트 원티드 (2020-현재)
- 스타워즈: 배드 배치 (2023)